# 隆莫彗星
隆莫彗星（77P/Longmore）是一顆週期彗星，週期為6.8年。
1975年6月10日，安德魯·喬納森·隆莫（Andrew Jonathan Longmore）在澳大利亞新南威爾士賽丁泉天文台1.22米施密特望遠鏡拍攝的一張照相底片上發現的。隆莫彗星的亮度估計為17等。經過進一步的觀測，英國天文學家布萊恩·馬斯登計算出近日點日期為1975年11月4日，軌道周期為6.98年。
1963年10月17日，彗星距離木星0.1577個天文單位（23,590,000公里；14,660,000英里）。
天文學家計算出下一個近日點為1981年10月21日。1981年1月2日，日本業餘天文學家關勉重新定位隆莫彗星，亮度為18等。此後，人們於1988年、1995年、2002年和2009年對隆莫彗星進行了觀測。
隆莫彗星在2023年通過近日點時，視星等增加到約14-15等。

## 外部連結
- Orbital simulation from JPL (Java) / Horizons Ephemeris
- 77P at Kronk's Cometography

| 週期彗星                            | 週期彗星 | 週期彗星                   |
| ----------------------------------- | -------- | -------------------------- |
| 前一顆彗星 威斯特-科胡特克-池村彗星 | 隆莫彗星 | 後一顆彗星 赫雷爾斯2號彗星 |
| 週期彗星列表                        |          |                            |